# Joel Solanilla
Joel Isaac Solanilla Valdespino (né le 24 décembre 1983 à Panama au Panama) est un footballeur international panaméen, qui évoluait au poste de défenseur.

## Biographie

### Carrière en sélection
Avec l'équipe du Panama, il reçoit 29 sélections (pour aucun but inscrit) entre 2003 et 2009.
Il figure dans le groupe des sélectionnés lors des Gold Cup de 2005 et de 2009. Il atteint la finale de cette compétition en 2005, en étant battu par les États-Unis.
Il joue également 5 matchs comptant pour les tours préliminaires de la coupe du monde 2006 et participe à la Coupe du monde des moins de 20 ans 2003 organisée aux Émirats arabes unis.

## Palmarès
| Plaza Amador - Championnat du Panama (1) : - Champion : 2002. |  | Panama - Gold Cup : - Finaliste : 2005. |